# Bayer Friderika
Bayer Friderika  (Budapest, 1971. október 4. –) eMeRTon-díjas magyar énekesnő.

## Élete
1994-ben megnyerte a Magyar Televízió által meghirdetett Táncdalfesztivált. A győztes dal címe: Kinek mondjam el vétkeimet? Majd a Dublinban megrendezett 1994-es Eurovíziós Dalfesztiválon – ahol magyar énekes ekkor került először döntőbe – a negyedik helyen végzett.
1994. július 7-én megjelent az első nagylemeze CD-n és kazettán.  Az album kevesebb, mint két hónap leforgása alatt aranylemez lett.
Az Eurovíziós Dalfesztiválon elért sikerért a Magyar Rádió eMeRTon-díjban részesítette, a szakma és a közönség együttes szavazata alapján az Axel Springer Kiadó által létrehozott Aranyszarvas díjat kapta meg az év popénekese kategóriájában, 1994-ben. Ugyanebben az évben az Ifjúsági Magazin olvasói is az év popénekesnőjének választották. 1995. január 25-én a Magyar Televízió és a Rádió nyilvánossága előtt (immáron már másodízben) vehette át az eMeRTon-díjat mint az év felfedezettje. Ezután jött még a MAHASZ által létrehozott Arany Zsiráf díj, ugyanezért a címért.
1995 augusztusában a lengyelországi 32. Sopoti Fesztiválon második helyezést ért el, a Gálában egy színpadon lépve fel Annie Lennoxszal és Chuck Berryvel.
1998-ban a 3. album első kislemeze, a Feltárcsáztad a szívemet az év legtöbbet játszott rádiós slágere lett Magyarországon.
2001 decembere óta az ATV-n látható, a Vidám vasárnap című műsorban, ahol a Hit Gyülekezete zenekarában énekel  vasárnaponként 11 órától.

## Díjak
- EMeRTon-díj (1994)

## Diszkográfia
| Év   | Album                              | Legmagasabb helyezés                   | Minősítés |
| Év   | Album                              | MAHASZ Top 40 album- és válogatáslemez | Minősítés |
| ---- | ---------------------------------- | -------------------------------------- | --------- |
| 1994 | Friderika - Megjelenés: 1994.      | 5                                      |           |
| 1996 | Friderika II - Megjelenés: 1996.   | 9                                      |           |
| 1998 | Boldog vagyok - Megjelenés: 1998.  | 21                                     |           |
| 1999 | Kincs, ami van - Megjelenés: 1999. | -                                      |           |
| 2001 | Hazatalálsz - Megjelenés: 2001.    | -                                      |           |
| 2003 | Gospel - Megjelenés: 2003.         | -                                      |           |
| 2006 | Sáron rózsája - Megjelenés: 2006.  | -                                      |           |

Gyerekeknek szóló albumok:
- Szép álmokat – Bölcsődalok 1. (1999)
- Az álmok tengerén (Bölcsődalok 2) (2003)
- Tente dalok (Bölcsődalok 3) (2016)